# III (álbum de The Lumineers)
III es el tercer álbum de estudio de la banda estadounidense de indie folk The Lumineers. Decca y Dualtone Records lo lanzaron al mercado el 13 de septiembre de 2019.

## Composición
Además de ser el tercer álbum de The Lumineers, el título del álbum también hace referencia a que el álbum se presenta en tres capítulos, cada uno centrado en un personaje principal diferente de la familia ficticia Sparks. El cofundador de Lumineers, Jeremiah Fraites, dijo: «Esta colección de canciones funcionó de una manera hermosa, y creo que con este álbum realmente hemos avanzado». En una entrevista con NPR, Fraites y Wesley Schultz explicaron cómo sus vidas han sido afectadas por la adicción, y que este álbum tenía la intención de narrar los efectos de la adicción en los miembros de la familia y los seres queridos. «Schultz dice que tenía un amigo de la infancia en Nueva Jersey que lentamente se separó cuando era adolescente debido a la adicción a las drogas. Ambos miembros de la banda experimentaron esto porque el amigo de Schultz, Josh Fraites, era el hermano de su futuro compañero de banda, Jeremiah». Hasta el 19 de septiembre de 2019, The Lumineers han lanzado 10 videos musicales de las primeras 10 pistas del álbum, relatando a los personajes principales y su viaje viviendo junto a la adicción.

## Lista de canciones
Todas las canciones escritas y compuestas por Wesley Schultz y Jeremiah Fraites excepto las indicadas. 
| N.º   | Título                               | Duración |  |
| 1.    | «Donna»                              | 3:05     |  |
| 2.    | «Life in the City»                   | 3:51     |  |
| 3.    | «Gloria»                             | 3:36     |  |
| 4.    | «It Wasn't Easy to Be Happy for You» | 3:34     |  |
| 5.    | «Leader of the Landslide»            | 5:54     |  |
| 6.    | «Left for Denver»                    | 3:16     |  |
| 7.    | «My Cell»                            | 3:16     |  |
| 8.    | «Jimmy Sparks»                       | 5:55     |  |
| 9.    | «April»                              | 0:50     |  |
| 10.   | «Salt and the Sea»                   | 4:30     |  |
| 37:47 |                                      |          |  |

| Bonus tracks |                             |          |  |
| N.º          | Título                      | Duración |  |
| 11.          | «Democracy» (Leonard Cohen) | 6:44     |  |
| 12.          | «Old Lady»                  | 4:17     |  |
| 13.          | «Soundtrack Song»           | 2:01     |  |
| 50:49        |                             |          |  |

## Personal
Músicos de estudio
- Wesley Schultz − voz, guitarra
- Jeremiah Fraites  − piano, batería, pandereta, guitarra, coros, sintetizadores, vibráfono, platillos
- Byron Isaacs − bajo, coros
- Lauren Jacobson − violín, coros
- Simone Felice − maracas, coros
- David Baron − sintetizadores, teclados, armonio
- Anneke Schaul-Yoder − violonchelo

## Listas

### Semanales
| País         | Lista              | Mejor posición | Ref.   |
| 2019         | 2019               | 2019           | 2019   |
| ------------ | ------------------ | -------------- | ------ |
| Alemania     | Offizielle Top 100 | 40             | [ 6 ]  |
| Australia    | Australian Albums  | 23             | [ 7 ]  |
| Bélgica      | Ultratop Flanders  | 34             | [ 8 ]  |
| Bélgica      | Ultratop Wallonia  | 94             | [ 9 ]  |
| Escocia      | Scottish Albums    | 4              | [ 10 ] |
| Irlanda      | Irish Albums       | 11             | [ 11 ] |
| Italia       | Italian Albums     | 63             | [ 12 ] |
| Países Bajos | Dutch Albums       | 36             | [ 13 ] |
| Reino Unido  | UK Albums          | 8              | [ 14 ] |